# سیارک ۹۵۷۳
سیارک ۹۵۷۳ (به انگلیسی: 9573 Matsumotomas، نامگذاری:1988UC) نه هزار و پانصد و هفتاد و سومین سیارک کشف شده‌است که در ۱۶ اکتبر ۱۹۸۸ کشف شد.